# نورث امریکن او-۴۷
نورث امریکن او-۴۷ (به انگلیسی: North American O-47) یک هواپیمای ساختِ کارخانهٔ نورث امریکن اوییشن در کشور ایالات متحده آمریکا است. نخستین استفاده‌کنندهٔ این هواپیما تفنگداران هوایی ارتش ایالات متحده آمریکا بوده‌است. این هواپیما برای نخستین بار در ۱ نوامبر ۱۹۳۵ میلادی مورد استفاده قرار گرفت.